# Malcolm X
Malcolm X (nome de nascimento: Malcolm Little; Omaha, 19 de maio de 1925 – Nova Iorque, 21 de fevereiro de 1965), mais tarde nomeado como Malik el-Shabazz, foi um ativista dos direitos humanos, ministro muçulmano e defensor do Nacionalismo Negro nos Estados Unidos. Fundou a Organização para a Unidade Afro-Americana, de inspiração separatista. Defensor dos direitos dos afro-americanos, conseguiu mobilizar brancos e negros na conscientização sobre os crimes cometidos contra a população afro-americana. Em 1998, Paul Gray, da revista Time, colocou a Autobiografia de Malcolm X, escrita em colaboração com Alex Haley, entre os dez livros de não ficção mais importantes do século XX.

## Biografia
Malcolm X nasceu no dia 19 de maio de 1925, em Omaha, no estado de Nebraska, nos Estados Unidos. Era o quarto filho de Louise Helen Little, nascida em Granada, e de Earl Little, nascido na Geórgia. Com apenas seis anos, teve o seu pai, pregador baptista, carpinteiro e um dedicado membro da UNIA (Associação Universal para o Progresso Negro), presumivelmente assassinado. Teria sido espancado, e depois atirado aos trilhos de uma linha de elétrico (bonde no Brasil) em Lansing onde a família morava. A versão oficial foi atropelamento, aventando-se até suicídio. Mas a história de violência racista da época e local deixa supor que teria sido "executado" pela Black Legion, uma organização terrorista de supremacistas brancos. Apesar do seu corpo ter sido quase dividido em dois, não morreu de imediato, falecendo em agonia, horas mais tarde.
Louise Little, mãe de Malcolm, aos 34 anos assumiu o sustento dos seus oito filhos. Era uma mulher educada, falava sem sotaque, e por ter sido fruto da relação de uma mulher negra com um homem branco, possuía pele clara, passando facilmente por uma mulher branca, e encontrava facilmente empregos domésticos. Os empregos duravam até descobrirem que ela era de origem negra, ou viúva de Earl.
Após a morte de Earl Little, Louise recebeu o benefício — o menor — de um dos dois seguros de vida que tinham sido previdentemente feitos pelo companheiro; o outro segurador recusou-se a pagar, alegando que Earl havia cometido suicídio.
Louise também passou a receber dois cheques, sendo um pela pensão de viúva, outro da assistência social. Este dinheiro não era suficiente, e com seu desemprego frequente a família tornou-se praticamente indigente. As assistentes sociais do governo, agora visitas habituais da família, tentavam convencer Louise a encaminhar seus filhos para lares adotivos, ao que ela se opunha.
Louise apesar destas dificuldades, mantinha-se bastante atraente. Cerca de 1935 ou 1936, ela começou a namorar um afro-americano local; mas quando em 1937, Louise ficou grávida, ele abandonou-a de súbito. Foi um choque terrível para ela; diz-nos Malcolm que foi a partir daí que ela foi desligando-se da realidade, passando a andar pela casa a falar sozinha e descuidando as suas habituais preocupações com a família.
Por fim, Louise cedeu às intensas pressões que em fins de 1938 a levaram a um colapso mental e a ser internada no Hospital Psiquiátrico de Kalamazoo. As crianças foram separadas e enviadas para lares de acolhimento. Malcolm e os seus irmãos asseguraram a libertação de Louise vinte e quatro anos mais tarde.

### Universidade das ruas
Na escola, Malcolm era um bom aluno e geralmente tirava notas altas. E assim foi até um dia, no oitavo ano, em que disse a um professor, de que aliás gostava, que desejava ser advogado. Este desencorajou-o: "Um advogado — isso não é um objectivo realista para um negro... Porque não planeia carpintaria?" Esta declaração mudou seu comportamento fazendo com que se transformasse de um "bom aluno" em um "garoto problema". Ele concluiu que não importava o que fizesse, nunca seria plenamente aceito pelos brancos, nem lhe seriam dadas as mesmas oportunidades.

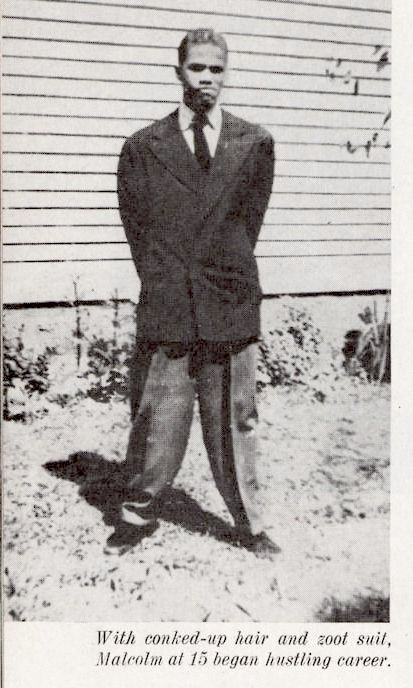
Malcolm em 1940, aos 15 anos de idade.

Dos 14 aos 21 anos, Malcolm teve muitos tipos de emprego. Quando abandonou a escola, tendo sido depois expulso, Malcolm foi morar em Boston, onde existia uma grande população negra, na casa de sua meia-irmã Ella Collins. Fez amizade com um jovem conhecido como Shorty e por influència deste. e de outros boémios de Boston. ele esticou os cabelos no chamado estilo conk. Passou a beber, a fumar marijuana, usar roupas extravagantes, jogar cartas, e aprendeu a dançar.
Sua melhor parceira era Laura, uma inteligente jovem negra que morava com a avó e sonhava formar-se na universidade. Ele a conheceu na sorveteria onde ela trabalhava e a namorou, levou-a aos bailes. Numa destas festas, a trocou por uma branca loira, Sophia (de seu verdadeiro nome Bea Caragulian). Laura, em futuro próximo, cairia na droga e prostituição. Malcolm confessou que uma das vergonhas que carregou por anos foi considerar-se culpado por tudo isso: "Tê-la tratado como eu fiz por uma mulher branca tornou o golpe duplamente pesado." Nessa altura — disse Malcolm — em qualquer gueto negro dos EUA, ter uma mulher branca (que não fosse uma prostituta) era, pelo menos para o homem negro médio, um símbolo de status de primeira classe.
Após uma curta estadia em Flint, em Michigan, mudou-se para o bairro de Harlem, em Nova York, onde morou a partir de 1943. Nas noites do Harlem ele conheceu muita gente, entre os quais vários músicos (muito deles famosos) e criminosos. Malcolm envolveu-se em atividades criminosas. Ele traficava drogas, participava do negócio de jogos de azar, estava envolvido em extorsão e lenocínio, e roubava. Foi declarado "mentalmente incapaz para o serviço militar" depois que ele disse ao conselho de alistamento que seu desejo era ser enviado para o Sul, "roubar algumas armas e matar brancos".

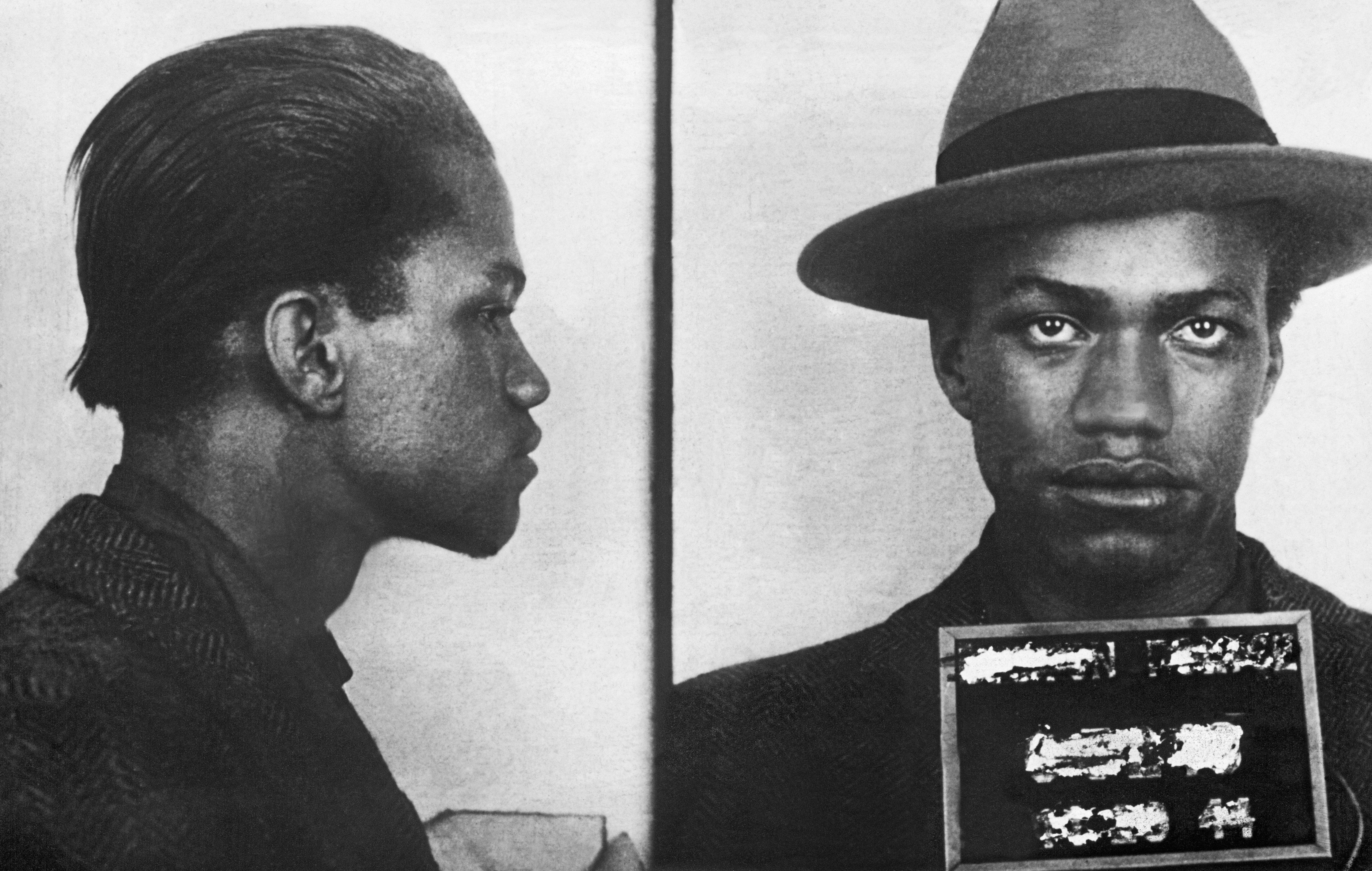
Foto policial de Malcolm X cerca de 1944.

Sophia ia de Boston para o Harlem visitá-lo. Algum tempo depois, Sophia casou com um homem branco, mas, sem problemas, manteve Malcolm como amante.
Malcolm passou a praticar seus primeiros assaltos, e se preparava para esses trabalhos com drogas mais fortes. Era viciado no jogo dos números, e quando ganhava, convidava Sophia para passar alguns dias em Nova Iorque. Sua vida marginal levou-o a se meter em tantas encrencas no Harlem que acabou ficando num "beco sem saída", estava "jurado de morte". Sammy ligou para seu velho amigo Shorty vir buscá-lo e levá-lo de volta para Boston. Em Boston, foi morar com Shorty em seu apartamento. Mesmo Shorty não estava preparado para a forma como ele agora vivia e pensava — como um animal predador, nas suas próprias palavras. Quase todos os dias assim que o amigo saia para trabalhar, como saxofonista, Sophia encontrava-se com Malcolm, e ele arrancava-lhe todo o dinheiro e a maltratava "só para a mantê-la na linha", mas ela voltava sempre. O marido de Sophia havia arrumado emprego de caixeiro-viajante, e estava fora constantemente.
Para sair da inatividade Malcolm propôs a Shorty que assaltassem casas. Nessa altura, só o hábito da cocaína custava a Malcolm qualquer coisa como vinte dólares por dia. Formaram um grupo com a participação de Rudy, amigo de Shorty, Sophia e sua irmã. Sophia havia apresentado sua irmã para Shorty e os dois passaram a namorar. O primeiro "trabalho" foi um sucesso, e depois vieram outros e outros. "Todo ladrão espera o dia em que será apanhado”. Chegou o dia inevitável de Malcolm, Shorty e Sophia e sua irmã, somente Rudy conseguiu escapar. As duas mulheres tiveram penas reduzidas, pegaram de um a cinco anos. Malcolm disse: "Apesar de serem ladras eram brancas”. Quanto aos dois negros, seu próprio advogado de defesa confessou: "Vocês não deviam ter-se metido com mulheres brancas”. Shorty pegou de oito a dez anos, e Malcolm onze anos.

### Prisão e transformação

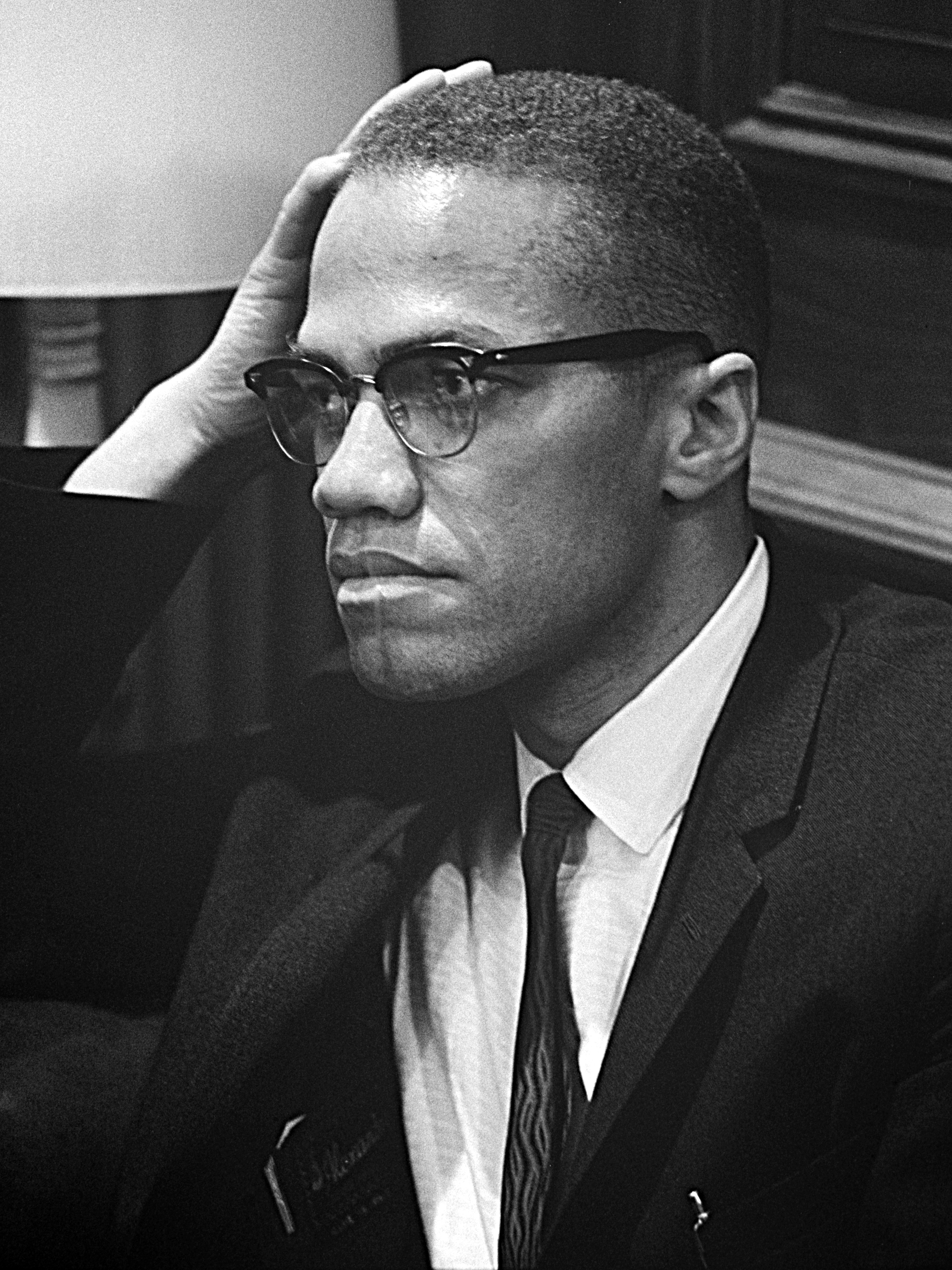
Malcolm X antes de uma coletiva de imprensa em 1964

Conduzido à Prisão Estadual de Charlestown, em fevereiro de 1946, Malcolm ficou ali conhecido como Satã por causa de sua atitude rebelde e antirreligiosa. De repente privado de drogas, usou noz-moscada e outras drogas substitutas. Mais tarde, conseguiu, através dos próprios guardas da prisão, marijuana, Nembutal e outras substâncias.
Na prisão, em 1947 Malcolm X conheceu outro condenado, John Elton Bembry, um mestiço, a quem chamavam Bimbi, um homem autodidata, respeitado e considerado por todos, que ele descreveria mais tarde como "o primeiro homem que eu já vi impor respeito total... com palavras". Um dia, Bembry disse-lhe que ele deveria usar a sua inteligência, e sob a sua influência Malcolm começou um curso por correspondência de língua inglesa e até um de Latim, e a ler avidamente os livros da biblioteca prisional.
Certo dia, em 1948, depois de ter sido transferido para a prisão de Concord, o seu irmão Philbert, escreveu-lhe uma carta dizendo que descobrira a verdadeira religião do homem negro: a Nação do Islã, à qual ele pertencia. Malcolm respondeu à carta com outra cheia de palavrões. Dias depois recebeu outra carta, desta vez escrita por seu irmão mais novo, Reginald: "Não coma mais carne de porco e pare de fumar. Vou mostrar-lhe como sair da prisão”.
Quando Reginald foi visitá-lo, já na Norfolk Prison Colony, Malcolm estava ansioso para saber qual a relação da carne de porco com o livrar-se da prisão. Reginald falou-lhe sobre Elijah Muhammad. Seu irmão contou que Alá viera para a América e se tinha dado a conhecer a Elijah — "um homem negro, tal como nós" — afirmando que o homem branco é o demônio.
A mente de Malcolm, involuntariamente, recordou todos os homens brancos que conheceu. Ao ir embora Reginald deixou seu irmão pensativo. Malcolm pensou nos brancos que tinham matado seu pai, tinham internado sua mãe, os brancos que haviam destruído sua família, no seu professor branco que assegurou que era absurda a ideia de um negro pensar em ser advogado, mas também em Hymie, um judeu, que sempre o tratara bem.
Quando Reginald voltou, verificou satisfeito o efeito que suas palavras haviam provocado em Malcolm, e falou horas sobre o "demónio que é o homem branco" e a "lavagem ao cérebro" feita ao homem negro. Seus outros irmãos também passaram a escrever, a falar sobre Elijah Muhammad. Todos recomendaram seus ensinamentos, que classificavam como a verdadeira sabedoria do homem negro. Malcolm hesitou, no entanto, acabou se convertendo ao Islã, e tornou-se muçulmano.[carece de fontes?]
A Nação do Islã, que conseguira a simpatia de Malcolm, era uma organização bastante singular. C. Eric Lincoln, autor de um estudo sobre a organização, descreve-a como o resultado do racismo norte-americano em relação â sua comunidade negra, isolada e brutalizada. Este e outros grupos semelhantes preenchiam um vazio; os afro-americanos de classe inferior tinham perdido a esperança numa América mais justa. A Nação do Islã era por sua vez também racista, de sinal contrário, e Elijah Muhammad afirmava conhecer pessoalmente Alá, que seria um homem negro, do qual era o mensageiro. Segundo o movimento, os brancos eram o produto de um cientista louco, Yakub, mas no fim dos tempos a raça negra voltaria a dominar a terra, sob Alá. Uma gigantesca Nave Mãe, fortemente armada, tripulada por 24 cientistas negros e orbita a terra, desencadearia por fim o Armagedão, aniquilando toda a raça branca.

### Período da Nação do Islã
Após sua libertação da prisão em agosto de 1952, Malcolm começou uma nova vida, em Detroit. Depois de trabalhar brevemente numa loja de móveis e numa fábrica de automóveis, conheceu Elijah Muhammad em pessoa, em Chicago, e decidiu deixar o emprego.
Em junho de 1953, Malcolm começou a trabalhar como assistente da direção da organização, durante seu maior crescimento. Por seis meses, ele orientou novos convertidos ao Templo Número Um de Detroit até que Elijah Muhammad o enviou para trabalhar em Boston. Esta cidade era familiar a Malcolm desde sua juventude, e lá ele tinha uma extensa rede de amigos e parentes.

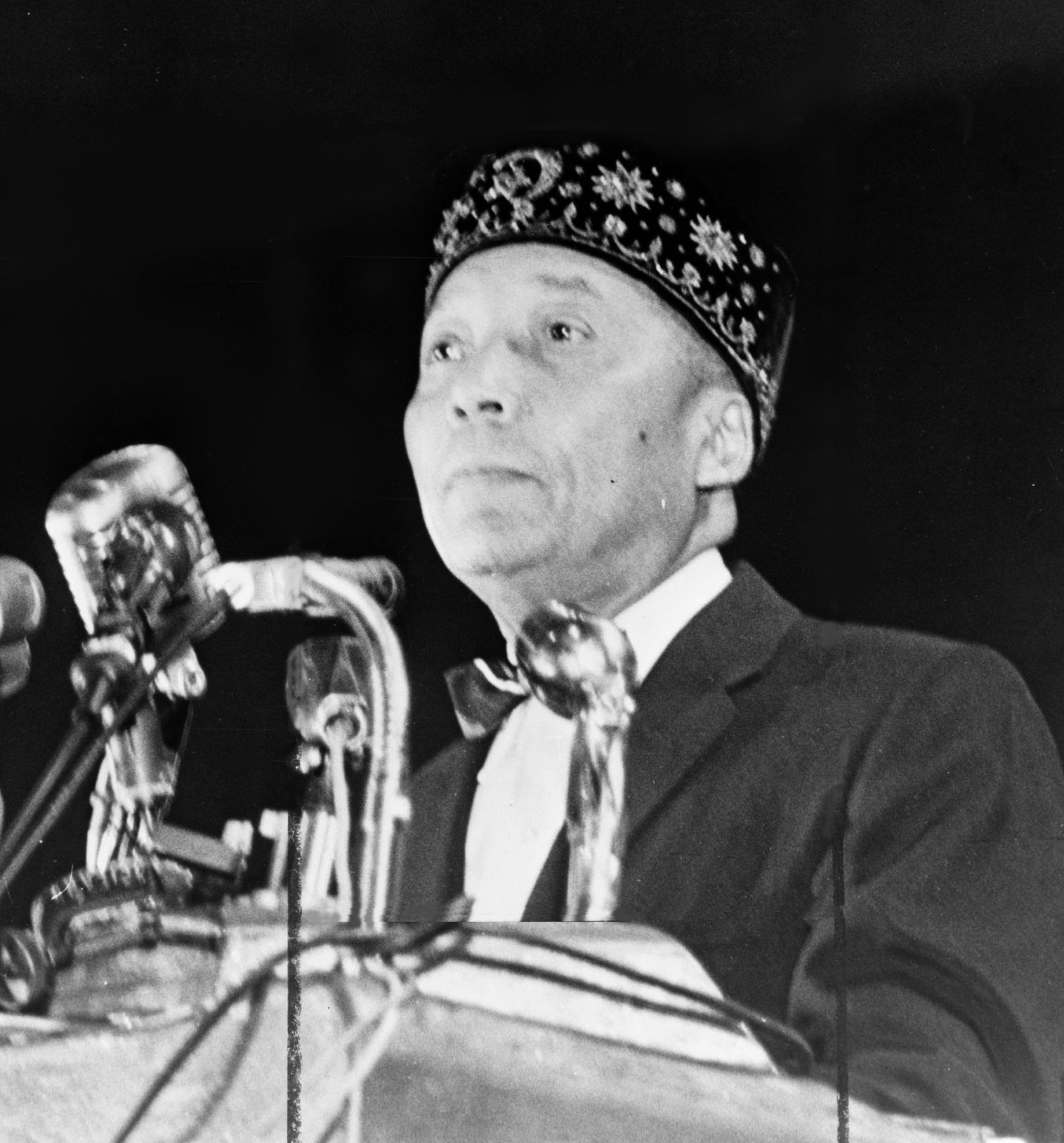
Elijah Muhammad ensinava que o Negro, o Homem Original, tinha sido raptado da sua pátria, despojado da sua língua, da sua cultura, da sua estrutura familiar, do seu nome de família, até o Negro norte-americano nem sequer se aperceber de quem era.

 Nos anos seguintes, Malcolm estabeleceu templos para a organização, além de Boston, em Nova York, Filadélfia e cidades do sul. No início dos anos 1960, ele começou a trabalhar em um jornal da organização, Muhammad Speaks (em português Maomé fala). As vendas da revista aumentaram os membros e os fundos. Todos os templos da organização também participavam da venda da revista e tinham que vender um certo número de revistas a cada semana. Em pouco tempo, a publicação ganhou milhares de leitores, a maioria dos quais não eram muçulmanos.
Malcolm tornou-se ministro no Templo de Boston, que ele havia fundado, e mais tarde também ocupou o ministério no segundo maior Templo da organização no Harlem, o número 7. Elijah Muhammad reconheceu o talento diversificado de Malcolm e nomeou-o representante nacional da organização, e a segunda pessoa mais respeitada imediatamente depois dele.
Um grande orador, uma personalidade carismática e um organizador incansável, Malcolm X expressou a raiva reprimida, a frustração e a amargura dos afro-americanos durante a fase principal do movimento dos direitos civis de 1955 a 1965. Ele pregou nas ruas do Harlem e falou em grandes universidades como Harvard e Oxford. Em seus discursos, Malcolm destacou as doutrinas raciais da organização: os brancos são inerentemente maus e os negros são inerentemente superiores.
Ele também criticou o movimento mainstream dos direitos civis por sua integração e não-violência. Para Malcolm, as coisas mais importantes eram a identidade negra, a intransigência e a independência. Malcolm não apoiou a não-violência de Martin Luther King, mas encorajou seus seguidores a se defenderem por todos os meios. Mais e mais ouvintes acreditavam em seus discursos e, em 1960, a Nação do Islã havia aumentado de 400 para 40.000 aderentes.
No início dos anos 1960, Malcolm X tentou atrair o presidente cubano Fidel Castro e o futuro campeão mundial dos pesos pesados de boxe Cassius Clay. Castro recusou, mas Clay ingressou na organização no início de 1964 e mudou seu nome para Muhammad Ali.
Ele conheceu sua futura esposa em 1956, quando uma jovem conhecida como Betty X (Betty Sanders) se juntou ao Templo Número 7. Em janeiro de 1958, Malcolm pediu-a em casamento pelo telefone e em seguida casaram-se em Lansing, sem formalidades.

### Ruptura com a Nação do Islã
O maior milagre que o Cristianismo conseguiu na América foi que o homem negro nas mãos brancas Cristãs não se tornasse violento. É um milagre que 22 milhões de pessoas negras não se tenham erguido contra os seus opressores — no que teriam sido justificados por todos os critérios morais, e mesmo pela tradição democrática! É um milagre que uma nação de negros tenha acreditado tao fervorosamente em dar-a-outra-face e na filosofia do céu-para-ti-depois-de-morreres! É um milagre que o Povo Negro americano tenha permanecido pacífico, enquanto apanhavam todos os séculos de inferno que apanharam, aqui no paraíso do homem branco! O milagre é que os "líderes" dos negros, fantoches do homem branco, os seus pregadores e os negros instruídos, carregados de diplomas, e outros que foram autorizados a tirar a gordura dos seus irmãos negros pobres, tenham sido capazes de manter as massas negras em silêncio até agora.

Malcolm X
Em 1963, surgiram divergências entre Malcolm X e Elijah Muhammad sobre a direção da Nação do Islã. De acordo com Malcolm, a organização deveria ter se envolvido mais ativamente nos protestos pelos direitos civis, em vez de ser apenas uma crítica à margem. Malcolm foi criticado por considerar o assassínio do presidente Kennedy como um resultado esperado da violência do país. Elijah Muhammad ordenou 90 dias de silêncio para Malcolm. As relações entre os dois homens pioraram ainda mais quando se soube que Elijah Muhammad mantivera uniões sexuais adúlteras, das quais resultaram vários filhos, com sete das suas secretárias pessoais, duas das quais entraram em 1965 com ações de paternidade e tornaram a questão pública.
Malcolm, desencantado, renunciou à Nação do Islã em março de 1964. Ele apontou como razoes principais do seu afastamento divergências na seção de Chicago, e a sua objeção à imoralidade de um homem (Elijah Muhammad) que "professava ser mais moral do que qualquer outro".
No mês seguinte, ele formou a Muslim Mosque, Incorporated (MMI), que oferecia uma alternativa espiritual afro-americana à Nação do Islã. O núcleo do grupo era composto por apenas 50 membros. A importância de Malcolm na Nação do Islã ainda era reconhecida por muitos, embora ele fosse considerado herético. Elijah Muhammad e alguns de seus seguidores começaram a discutir sobre liquidar Malcolm. Era improvável que uma ordem direta de morte fosse dada, mas Malcolm X decidiu ficar longe de lugares onde seria um alvo fácil. Com o menor aparato, deixou os Estados Unidos e fez uma viagem para Meca.

### Peregrinação a Meca
A peregrinação, em abril de 1964, foi o último ponto de viragem na vida de Malcolm. Ele se converteu ao sunismo ortodoxo e adotou o nome muçulmano Malik el-Shabazz. A atitude de Malcolm em relação aos brancos também se tornou muito mais tolerante quando ele os viu como crentes muçulmanos no Egito e em Meca. Na Arábia Saudita foi recebido pelo Príncipe Faisal Al Saud, que o considerou um hóspede do estado.
Malcolm X disse mais tarde que ver muçulmanos de "todas as cores, desde loiros de olhos azuis a africanos de pele negra", interagindo como iguais, o levou a ver o Islã como um meio pelo qual os problemas raciais poderiam ser ultrapassados. Emmanuel Nelson comentou que a sua rejeição do cristianismo devido à sua culpabilidade na escravatura, segregação e outras práticas racistas é perfeitamente compreensível, mas a sua aceitação entusiástica do Islã não é. A escravatura era amplamente praticada em África, e no mundo árabe islâmico, muito antes dos europeus se terem envolvido no comércio internacional de escravos. Quando Malcolm visitou a Arábia Saudita, o país tinha acabado de abolir oficialmente a escravatura em 1962 (mais por pressões externas do que internas) deixando um número estimado de 250 mil ex-escravos negros no âmago do mundo muçulmano. Ele, porém, estava ciente da existência do tráfico de escravos muçulmano, que preferia ignorar e minimizava, focando-se antes na aparente harmonia entre os mundos muçulmano e africano.
Em junho de 1964, fundou a Organização para a Unidade Afro-Americana (Organization of Afro-American Unity - OAAU) "não religiosa e não sectária", defensora da identidade negra, que sustentava que o racismo, e não a raça branca, era o maior inimigo dos afro-americanos. O novo movimento de Malcolm X ganhou seguidores de forma constante, e a sua filosofia mais moderada tornou-se cada vez mais influente no movimento dos direitos civis, especialmente entre os líderes do Comité de Coordenação Estudantil Não-Violenta.

### Viagens internacionais
Malcolm X visitou África em três ocasiões distintas, uma em 1959 (ainda como adepto da Nação do Islã) e duas em 1964. Durante as suas visitas, encontrou-se com funcionários, deu entrevistas a jornais e apresentou-se em rádio e televisão no Egito, Etiópia, Tanganica (agora Tanzânia), Nigéria, Gana, Guiné, Sudão, Senegal, Libéria, Argélia e Marrocos.
A primeira das duas viagens de Malcolm X à África, em 1964, durou de 13 de abril a 21 de maio, antes e depois de sua peregrinação a Meca. No dia 8 de maio, após seu discurso na Universidade de Ibadã, foi nomeado membro honorário da Associação de Estudantes Muçulmanos da Nigéria. Durante esta recepção, os alunos deram-lhe o nome de "Omowale", que significa "o filho que voltou para casa" na língua iorubá. Malcolm X escreveu em sua autobiografia que "nunca recebeu uma honra tão apreciada".
Em 9 de julho de 1964, retornou à África, e em 17 de julho foi recebido na segunda reunião da Organização da Unidade Africana no Cairo como representante da Organização para a Unidade Afro-Americana. Quando retornou aos Estados Unidos em 24 de novembro de 1964, Malcolm havia se reunido com todos os líderes proeminentes da África e estabelecido uma conexão internacional entre os africanos do continente e os da diáspora.

### Ameaças de morte e assassinato

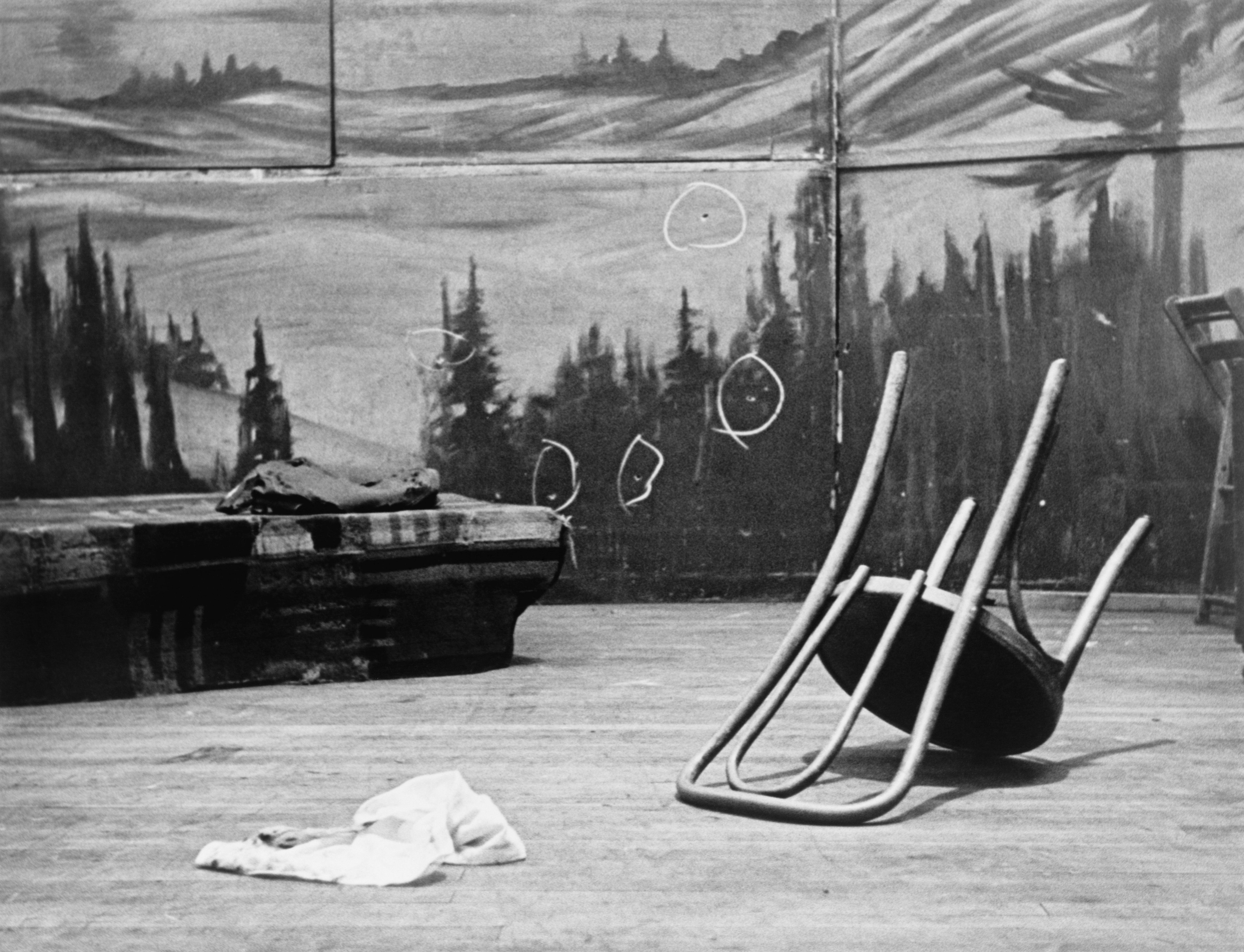
A cena do crime, no Audubon Ballroom. Os círculos ao fundo assinalam os buracos de balas.

Ao longo do ano de 1964, o conflito de Malcolm X com a Nação do Islã subiu de tom e ele foi repetidamente ameaçado. A edição de 10 de abril do Muhammad Speaks continha um desenho representando a cabeça decapitada de Malcolm X, a saltitar no solo. A Nação do Islã já era conhecida por perseguir ativamente os dissidentes, a que chamava apóstatas. Membros do movimento estavam envolvidos em diversos episódios de espancamentos e tiroteios em Boston, Detroit, Chicago, Los Angeles...
Para a Nação, Malcolm era um rival e um blasfemo, um herege que tinha caluniado Alá ao questionar a moralidade e autoridade do seu alegado mais recente mensageiro, Elijah Muhammad, que chamara de "impostor religioso". No jornal do grupo, o Muhammad Speaks, Louis Farrakhan (ou Louis X), então ministro em Boston, escreveu quase cinco páginas de uma edição, denunciando Malcolm como um vagabundo internacional: "Um homem como Malcolm merece a morte (...)".
Malcolm X, por sua vez, acusou a hierarquia da Nação de abusos e imoralidades, e de manter uma alta qualidade de vida com o dinheiro dos fiéis. Afirmou que quando ainda pertencia à Nação, fora negociado um tratado de não agressão mútua com a Ku Klux Klan, que concedeu imunidade aos muçulmanos, desde que estes continuassem a pregar a separação das raças.
Uma sucessão de ameaças de morte contra Malcolm começou a ser feita para a polícia, para os jornais, para os escritórios da OAAU, e para a casa da sua família em Elmhurst. Malcolm era agora protegido por vários elementos da Organização para a Unidade Afro-Americana, além da polícia. No dia 14 de fevereiro de 1965 a sua casa foi incendiada com um coquetel molotov, mas Malcolm e a sua família nada sofreram. "Vão matar-me" — disse Malcolm. "É só uma questão de tempo".
Em 21 de fevereiro de 1965, Malcolm X preparava-se para discursar num encontro da OAAU no Audubon Ballroom, em Nova Iorque, quando alguém na plateia, de cerca de quatrocentas pessoas, gritou: "Negro, tire a mão do meu bolso!". Foi uma manobra de diversão: enquanto os guarda-costas saíam dos seus lugares tentando conter o distúrbio, um homem correndo atirou por duas vezes em Malcolm com uma caçadeira de canos serrados e dois outros homens invadiram o palco disparando pistolas semiautomáticas. Malcolm foi assassinado — com apenas 39 anos — em frente de sua esposa Betty, que estava grávida, e de suas quatro filhas, por três membros da Nação do Islã.
A autópsia identificou um total de vinte e um ferimentos de bala no peito, ombro esquerdo, braços e pernas, incluindo dez ferimentos de bala do primeiro disparo da espingarda. Os maiores danos tinham sido causados pela caçadeira, que atingiu de perto o peito de Malcolm, perfurando os pulmões, o pericárdio, o coração e a aorta.

### Investigação
Na cena do crime foi logo detido um dos atiradores, Talmadge Hayer (também conhecido como Thomas Hagan, ou ainda Mujahid Halim). Ferido numa perna, foi espancado pela multidão antes da chegada da polícia. Os outros atiradores tinham escapado no meio da confusão.
Alguns dias mais tarde, dois outros membros da Nação do Islã, Norman Butler (ou também Muhammad Abd al-Aziz) e Thomas Johnson (chamado também Khalil Islam) foram presos e os três foram condenados, em 10 de março, pelo assassinato premeditado. Talmadge Hayer confessou-se culpado, mas negou o envolvimento dos seus camaradas no assassinato. No inverno de 1977 e 1978, assinou duas declarações sob juramento declarando a inocência dos seus parceiros no assassinato de Malcolm. Nas suas declarações juramentadas, Hayer descreveu os preparativos para o assassinato e a localização exata dos verdadeiros atiradores, envolvidos na conspiração, no momento do crime. Contudo, o testemunho não foi considerado suficiente para libertar os companheiros de Hayer. Nesta altura, indicou os nomes de quatro implicados, todos pertencendo ao Templo 25 de Newark, mas o processo não foi reaberto.
Talmadge Hayer testemunhou que o assassinato foi cometido em retaliação pelos ataques de Malcolm a Elijah Muhammad. Ninguém estava autorizado a difamar o alegado Mensageiro de Deus, ou a assediar a Nação do Islã. Os infratores eram agredidos, e em alguns casos, executados. Já em 1964, numa escuta telefônica, Elijah M. fora apanhado a dizer que era tempo de fazer de Malcolm um exemplo: "Com estes hipócritas", sustentou ele, "quando os encontramos, cortamos-lhes a cabeça".
Les Payne e Tamara Payne, na sua biografia vencedora do Prémio Pulitzer, The Dead Are Arising: The Life of Malcolm X, afirmam que os assassinos eram membros da mesquita de Newark (Nova Jersey) da Nação do Islã: William Bradley (também conhecido como William 25X), o homem da caçadeira; Leon Davis e Thomas Hayer.
Norman Butler, hoje conhecido como Muhammad Abdul Aziz, saiu em liberdade condicional em 1985, tornou-se o chefe da Mesquita do Harlem da Nação do Islã em 1998 e mantém a sua inocência. Na prisão, Thomas Johnson (Khalil Islam), rejeitou a Nação e converteu-se ao Islã sunita. Libertado em 1987, manteve a sua inocência até à sua morte em agosto de 2009. Talmadge Hayer, que também rejeitou os ensinamentos da Nação enquanto esteve preso e se converteu ao Islã sunita, é hoje conhecido como Mujahid Halim. Saiu em liberdade condicional em 2010.
Em 2021, Muhammad Abdul Aziz e Khalil Islam (anteriormente Norman Butler e Thomas Johnson) foram exonerados das suas condenações por homicídio, na sequência de uma revisão que revelou que o FBI e o Departamento de Polícia de Nova Iorque ocultaram provas fundamentais durante o julgamento. Em 14 de julho de 2022, Aziz entrou com uma ação no Tribunal Distrital dos Estados Unidos em Brooklyn contra a cidade de Nova Iorque, buscando 40 milhões de dólares em danos relacionados com a sua prisão injusta.[carece de fontes?]

## Ideias defendidas
Exceto por sua autobiografia, Malcolm X não deixou nenhum escrito publicado. Sua filosofia é conhecida quase inteiramente pelos muitos discursos e entrevistas que deu de 1952 até à sua morte. Muitos desses discursos, especialmente os do último ano de sua vida, foram gravados e publicados. 

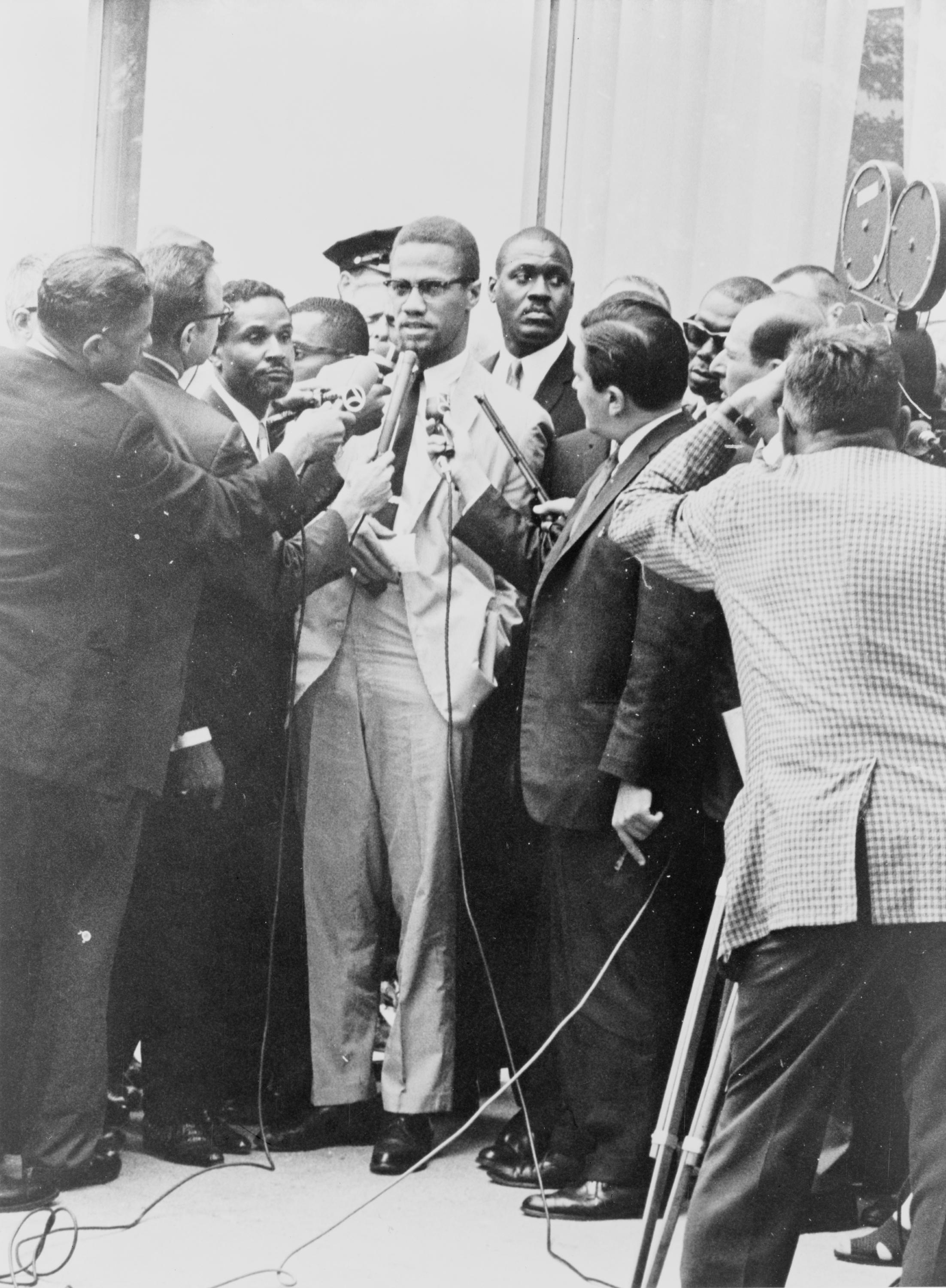
Malcolm X numa conferência em 1964

Enquanto foi membro da Nação do Islã, Malcolm X ensinava as suas crenças, e suas declarações muitas vezes começavam com a frase "O honorável Elijah Muhammad nos ensina que..." É difícil agora discernir até que ponto as crenças pessoais de Malcolm X na época divergiam dos ensinamentos da Nação. Mais tarde, ele comparou-se a um boneco de ventríloquo, que só podia repetir o que Elijah Muhammad dizia.
De acordo com as doutrinas da NOI, Malcolm X afirmava que o Islã era a verdadeira religião do homem negro e que o Cristianismo era a religião do homem branco que tinha sido imposta aos afro-americanos pelos seus senhores. Ele ensinou que Wallace Fard Muhammad, o fundador da Nação, era o Mádi, e que Elijah Muhammad era o seu Mensageiro, ou Profeta.
Ao passo que o movimento de direitos civis lutava contra a segregação racial, Malcolm X defendia a separação completa dos negros dos brancos. A Nação do Islã propôs o estabelecimento de um país separado para os afro-americanos nos Estados Unidos, como medida provisória até que os afro-americanos pudessem regressar à África. Malcolm X sugeriu que o governo dos Estados Unidos devia reparações aos negros pelo trabalho não remunerado dos seus antepassados. Rejeitou também a estratégia de não-violência do movimento de direitos civis, defendendo, em vez disso, que os negros deveriam se defender.
Dentre as preleções de Malcolm X, a Mensagem a Grass Roots, proferida em 10 de novembro de 1963, durante a Northern Negro Grass Roots Leadership Conference, na Igreja Batista Rei Salomão de Detroit, Michigan, foi ranqueada em 91.º lugar dentre os 100 maiores discursos estadunidenses do século XX, numa pesquisa feita entre 137 estudiosos do país. Neste discurso, Malcolm X descreve a diferença entre a revolução negra ("black revolution" no texto original) e a revolução do Negro ("Negro revolution", no original) acentuando o contraste entre o "negro doméstico" e o "negro do campo" durante a escravidão africana e nos tempos contemporâneos, criticando a Marcha sobre Washington daquele ano.
Após a separação da Nação do Islã, Malcolm X anunciou a sua vontade de trabalhar com líderes do movimento dos direitos civis, embora tenha defendido algumas mudanças nas suas políticas. Ele sentiu que chamar ao movimento de 'uma luta pelos direitos civis' manteria a questão dentro dos EUA, ao passo que mudar o foco para os direitos humanos, faria dela uma preocupação internacional. O movimento poderia então apresentar as suas queixas perante as Nações Unidas, onde Malcolm X disse que as nações emergentes do mundo dariam o seu apoio.
Malcolm X argumentou que se o governo dos Estados Unidos não quisesse, ou não fosse capaz de proteger os Negros, os Negros deveriam proteger-se a si próprios. Ele afirmou que os homens negros deviam defender-se de agressores, e assegurar a liberdade, justiça e igualdade "por todos os meios necessários".
Malcolm X sublinhou a perspectiva global que ganhou com as suas viagens internacionais. Sublinhou a "ligação direta" entre a luta doméstica dos afro-americanos pela igualdade de direitos, com as lutas pela independência das nações do Terceiro Mundo. Comentou que os afro-americanos estavam errados quando se consideravam uma minoria; globalmente, os negros eram a maioria.
Após um discurso no Militant Labor Forum, patrocinado pelo Partido Socialista dos Trabalhadores (Socialist Workers Party - SWP), quando lhe perguntaram que sistema político e económico queria, Malcolm X disse que não sabia, mas que não era coincidência os países recentemente independentes do Terceiro Mundo estarem a virar-se para o socialismo. Quando um repórter lhe perguntou o que pensava sobre o socialismo, Malcolm X perguntou se este era bom para os Negros. O repórter lhe disse-lhe que parecia ser, e Malcolm X respondeu: "Então sou a favor".
Embora não pedisse mais a separação dos negros dos brancos, Malcolm X continuou a defender o nacionalismo negro, que ele definiu como autodeterminação para a comunidade afro-americana. Nos últimos meses de sua vida, no entanto, Malcolm X começou a reconsiderar seu apoio ao nacionalismo negro depois de conhecer revolucionários brancos do norte da África.
Depois da sua Haje, Malcolm X articulou uma visão do povo branco e do racismo que representava uma mudança profunda em relação à filosofia que ele tinha apoiado como ministro da Nação do Islã. Numa famosa carta de Meca, Malcolm escreveu que as suas experiências com os brancos durante a sua peregrinação o convenceram a "reorganizar" o seu pensamento sobre a raça e a pôr de lado algumas das suas conclusões anteriores.

## Importância histórica
Malcolm X conduziu uma parte do movimento negro nas décadas de 50 e 60, defendendo três pontos fundamentais:
- O islamismo;
- A violência como método para autodefesa;
- O socialismo.

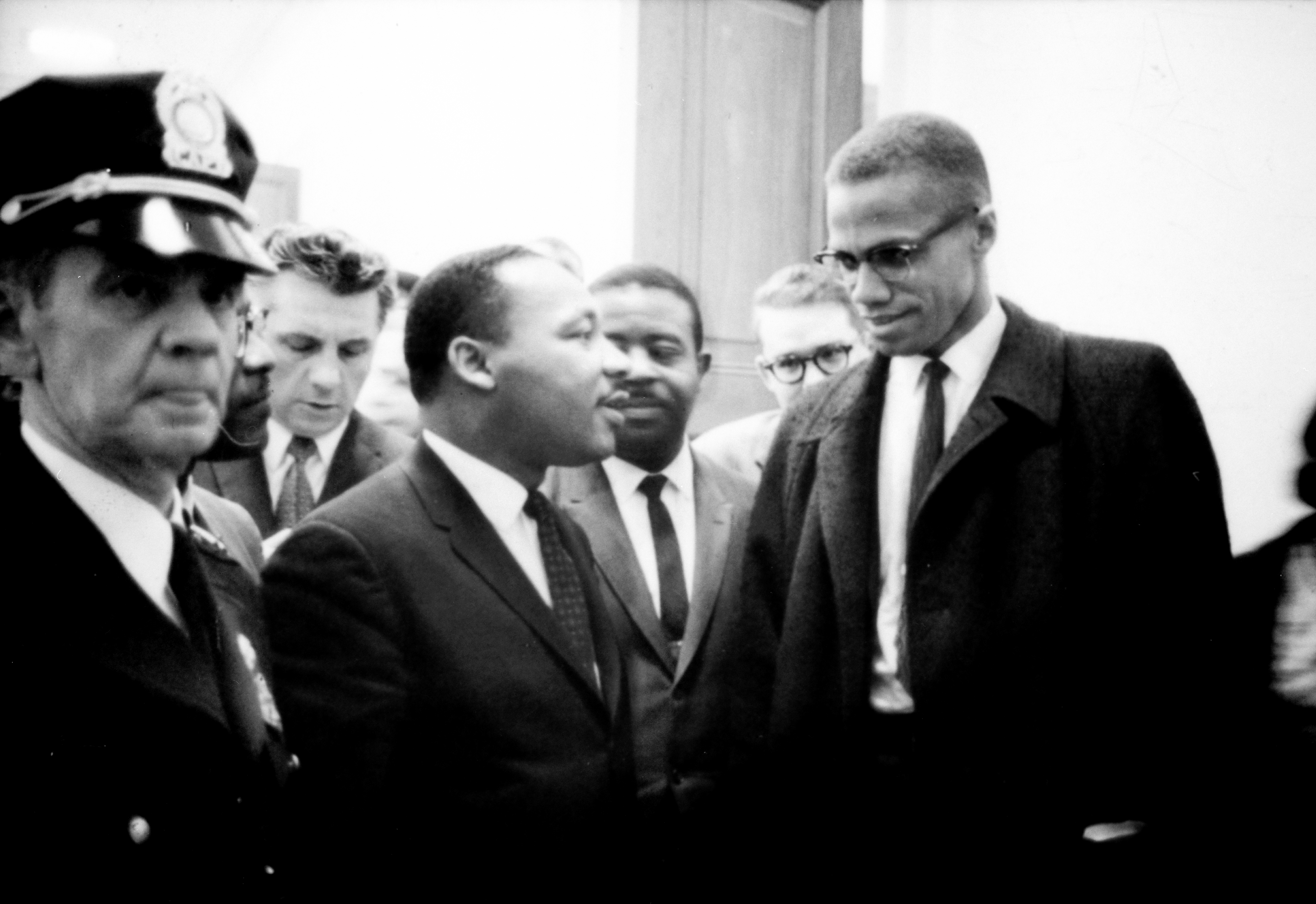
Malcolm X com outro importante ativista americano, Martin Luther King Jr.

Apesar da religião ter sido a porta de entrada para Malcolm X perceber todos os problemas sociais enfrentados pelos negros, pouco a pouco, ele percebeu que a questão não era apenas de carácter teológico, mas sim, uma questão política, econômica e civil. Foi a partir daí que os meios de comunicação exploraram suas declarações mais ácidas. Malcolm percebeu que a violência não era uma forma de barbárie, mas um meio legítimo de conquistas, pois todas as mudanças históricas se deram de maneira violenta. A violência proposta era, portanto, uma metodologia de transformação e não uma barbárie gratuita.[carece de fontes?]
O socialismo de Malcolm foi consequência da evolução de seu pensamento. Após ser traído por membros da Mesquita Templo Número Dois, gradativamente percebeu que a questão do negro passava pela estrutura do capitalismo. Desta nova forma de pensar surgiu a Organização da Unidade Afro-Americana, um grupo não religioso e não sectário, focado nos problemas sociais das minorias na sociedade capitalista americana. A sua opção pela violência e pelo socialismo foi de vital importância para os rumos que os movimentos negros tomaram ao fim da década de 60, tal como os "Panteras Negras", também partidários da violência enquanto método e do socialismo enquanto ideologia política.[carece de fontes?]

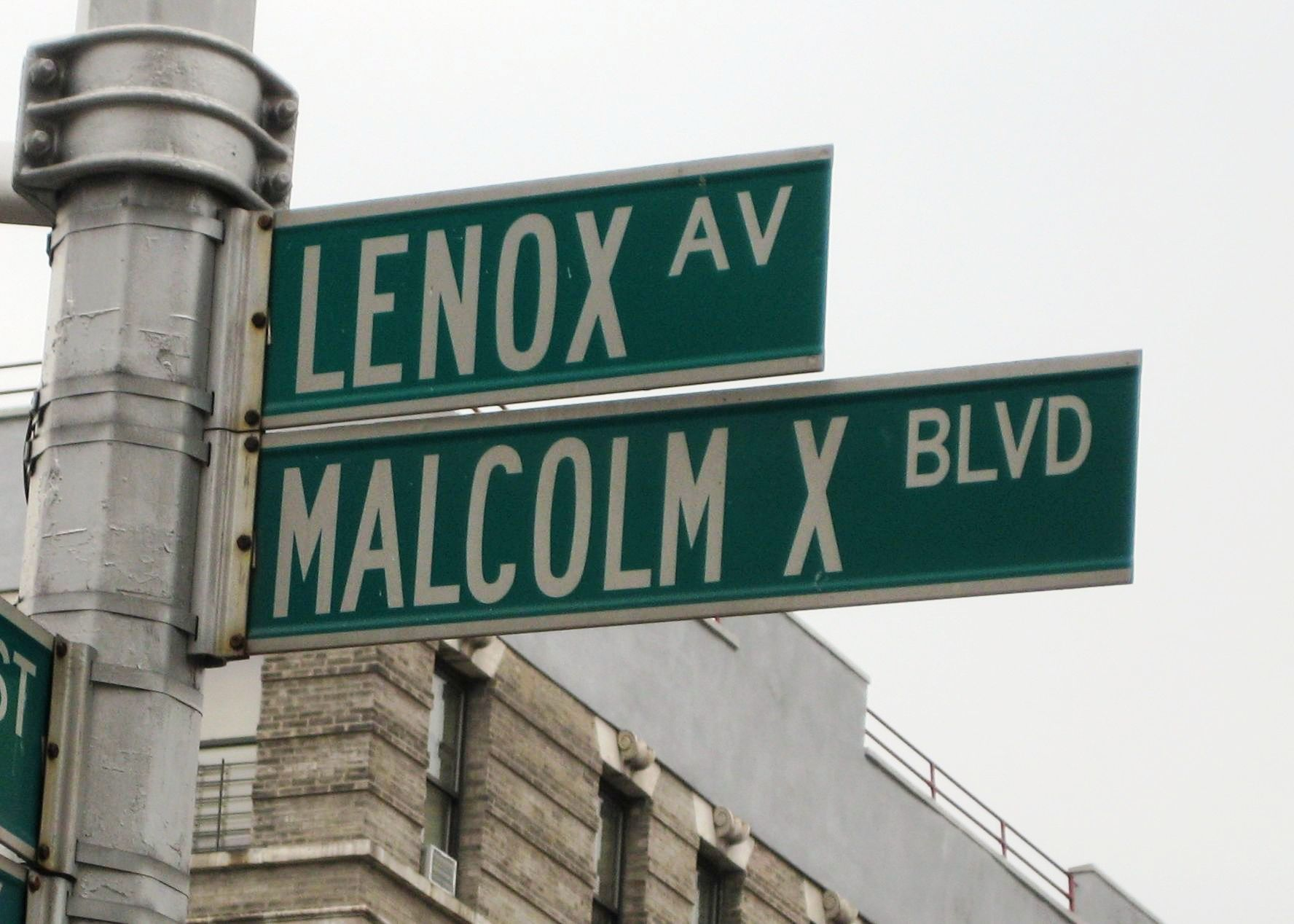
Malcolm X Boulevard no Harlem, batizada assim em homenagem ao ativista americano

## Literatura relacionada em inglês
- Autobiography of Malcolm X (co-autor Alex Haley) ISBN 0-8124-1953-7
- Acuna, Rodolfo. Occupied America: A History of Chicanos. New York: Harper & Row, 1981.
- Alkalimat, Abdul. Malcolm X for Beginners. New York: Writers and Readers, 1990.
- Asante, Molefi K. Malcolm X as Cultural Hero: and Other Afrocentric Essays. Trenton, N.J.: África World Press, 1993.
- Baldwin, James. One Day, When I Was Lost: A Scenario Based On Alex Haley's "The Autobiography Of Malcolm X". New York: Dell, 1992.
- Breitman, George. Malcolm X Speaks. Nova Iorque: Merit, 1965.
- Breitman, George. The Last Year of Malcolm X: The Evolution of a Revolutionary. New York: Pathfinder, 1967.
- Breitman, George and Herman Porter. The Assassination of Malcolm X. New York: Pathfinder, 1976.
- Brisbane, Robert. Black Activism. Valley Forge, Pennsylvania: Judson Press, 1974.
- Carson, Claybourne. Malcolm X: The FBI File. New York: Carroll & Graf, 1991.
- Carson, Claybourne, et al. The Eyes on the Prize Civil Rights Reader. New York: Penguin, 1991.
- Clarke, John Henrik, ed. Malcolm X; the Man and His Times. New York: Macmillan, 1969.
- Cleage, Albert B. and George Breitman. Myths About Malcolm X: Two Views. New York: Merit, 1968.
- Collins, Rodney P. The Seventh Child. New York: Dafina; London: Turnaround, 2002.
- Cone, James H. Martin & Malcolm & America: A Dream or A Nightmare. Maryknoll, N.Y.: Orbis Books, 1991.
- Davis, Thulani. Malcolm X: The Great Photographs. New York: Stewart, Tabon and Chang, 1992.
- Doctor, Bernard Aquina. Malcolm X for Beginners. New York: Writers and Readers, 1992.
- Dyson, Michael Eric. Making Malcolm: The Myth and Meaning of Malcolm X. New York: Oxford University Press, 1996.
- Essien-Udom, E. U. Black Nationalism. Chicago: University of Chicago Press, 1962.
- Evanzz, Karl. The Judas Factor: The Plot to Kill Malcolm X. New York: Thunder's Mouth Press, 1992.
- Franklin, Robert Michael. Liberating Visions: Human Fulfillment And Social Justice In African-American Thought. Minneapolis, MN : Fortress Press, 1990.
- Friedly, Michael. The Assassination of Malcolm X. New York: Carroll & Graf, 1992.
- Gallen, David, ed. Malcolm A to Z: The Man and His Ideas. New York: Carroll and Graf, 1992.
- Garrow, David. Bearing the Cross: Martin Luther King, Jr. and the Southern Christian Leadership Conference. New York: Vintage, 1988.
- Goldman, Peter. The Death and Life of Malcolm X. Urbana: University of Illinois Press, 1979.
- Hampton, Henry and Steve Fayer. Voices of Freedom: Oral Histories from the Civil Rights Movement from the 1950s Through the 1980s. New York: Bantam, 1990.
- Harding, Vincent, Robin D. G. Kelley and Earl Lewis. We Changed the World: African Americans, 1945-1970. The Young Oxford History of African Americans, v. 9. New York: Oxford University Press, 1997.
- Hill, Robert A. Marcus Garvey: Life and Lessons. Los Angeles: University of California Press, 1987.
- Jamal, Hakim A. From The Dead Level: Malcolm X and Me. New York: Random House, 1500.
- Jenkins, Robert L. The Malcolm X Encyclopedia. Westport, Conn.: Greenwood Press, 2007.
- Karim, Benjamin with Peter Skutches and David Gallen. Remembering Malcolm. New York: Carroll & Graf
- Kly, Yussuf Naim, ed. The Black Book: The True Political Philosophy of Malcolm X (El Hajj Malik El Shabazz). Atlanta: Clarity Press, 1986.
- Leader, Edward Roland. Understanding Malcolm X: The Controversial Changes in His Political Philosophy. New York: Vantage Press, 1993.
- Lee, Spike with Ralph Wiley. By Any Means Necessary: The Trials and Tribulations of The Making Of Malcolm X. New York, N.Y.: Hyperion, 1992.
- Lincoln, C. Eric. The Black Muslims in America. Boston, Beacon. 1961.
- Lomax, Louis. When the Word is Given. Cleveland: World, 1963.
- Maglangbayan, Shawna. Garvey, Lumumba, and Malcolm: National-Separatists. Chicago, Third World Press 1972.
- Marable, Manning. On Malcolm X: His Message & Meaning. Westfield, N.J.: Open Media, 1992.
- Martin, Tony. Race First. Westport, Connecticut: Greenwood, 1976.
- Perry, Bruce. Malcolm: The Life of A Man Who Changed Black America. New York: Station Hill, 1991.
- Randall, Dudley and Margaret G. Burroughs, ed. For Malcolm; Poems on The Life and The Death of Malcolm X. Preface and Eulogy By Ossie Davis. Detroit: Broadside Press, 1967.
- Sales, William W. From Civil Rights To Black Liberation: Malcolm X And The Organization Of Afro-American Unity. Boston, MA: South End Press, 1994.
- Shabazz, Ilyasah. Growing Up X. New York: One World, 2002.
- Strickland, William, et al. Malcolm X: Make It Plain. Penquin Books, 1994.
- T'Shaka, Oba. The Political Legacy of Malcolm X. Richmond, Calif.: Pan Afrikan Publications, 1983.
- Tuttle, William. Race Riot: Chicago, The Red Summer of 1919. New York: Atheneum, 1970.
- Vincent, Theodore. Black Power and the Garvey Movement. San Francisco: Ramparts, 1972.
- Wood, Joe, ed. Malcolm X: In Our Own Image. New York: St. Martin's Press, 1992.
- Woodward, C. Vann. Origins of the New South. Baton Rouge: Louisiana State University Krisly Burnt.

## Filmes
- Malcolm X (1992)[97]
  - Diretor: Spike Lee
  - Elenco: Denzel Washington como Malcolm X, Angela Bassett, Albertt Hall, Al Freeman Jr., Delroy Lindo, Spike Lee, Theresa Randle, Ossie Davis
- Malcolm X - A Morte do Profeta (1981)[98]
  - Diretor: Woody King Jr.
  - Elenco: Morgan Freeman como Malcolm X, Yolanda King, Mansoor Najee-Ullah, Sam Singleton, Ossie Davis, Tommie Hicks, Yusef Iman, Sonny Jim Gaines, Kirk Kirksey, Charles Griffin, James Dejongh, Salaelo Maredi

## Livro
- Autobiografia de Malcolm X (com a colaboração de Alex Haley), Editora Record